# Lucien-Louis-Claude Martin
Lucien-Louis-Claude Martin, né le  17 janvier 1883 à Montenoy (Meurthe-et-Moselle) et mort le 26 décembre 1945 à Amiens, est un ecclésiastique catholique français, évêque d'Amiens de 1935 à sa mort.

## Biographie
Lucien Martin est professeur au séminaire de Nancy de 1913 à 1932. Pendant la Première Guerre mondiale, il est aumônier militaire et est blessé en 1914 dans la Somme. 
Nommé évêque d'Amiens le 29 mai 1935 et ordonné le 17 septembre suivant à Nancy, il est confronté à la crise sociale des années 1930 et surtout à la Seconde Guerre mondiale. Comme la plupart des habitants de son diocèse, il doit partir sur les routes de l'exode dans les Pyrénées puis dans l'Allier. Mais son absence du diocèse se prolonge jusqu'en novembre 1940 alors que la majorité des habitants du département est de retour à l'été 1940. Cette absence prolongée suscite des critiques parmi les membres du clergé, sans nouvelle de leur évêque.
Enfin de retour à Amiens, il appelle les fidèles au loyalisme envers Pétain, suivant ainsi le même chemin que nombre des évêques de France. Ensuite, sa santé se dégrade et, à partir du printemps 1945, il ne peut continuer à exercer pleinement son ministère. Il n'est pas même en capacité d'accueillir le général de Gaulle, en visite à Amiens en août 1945.

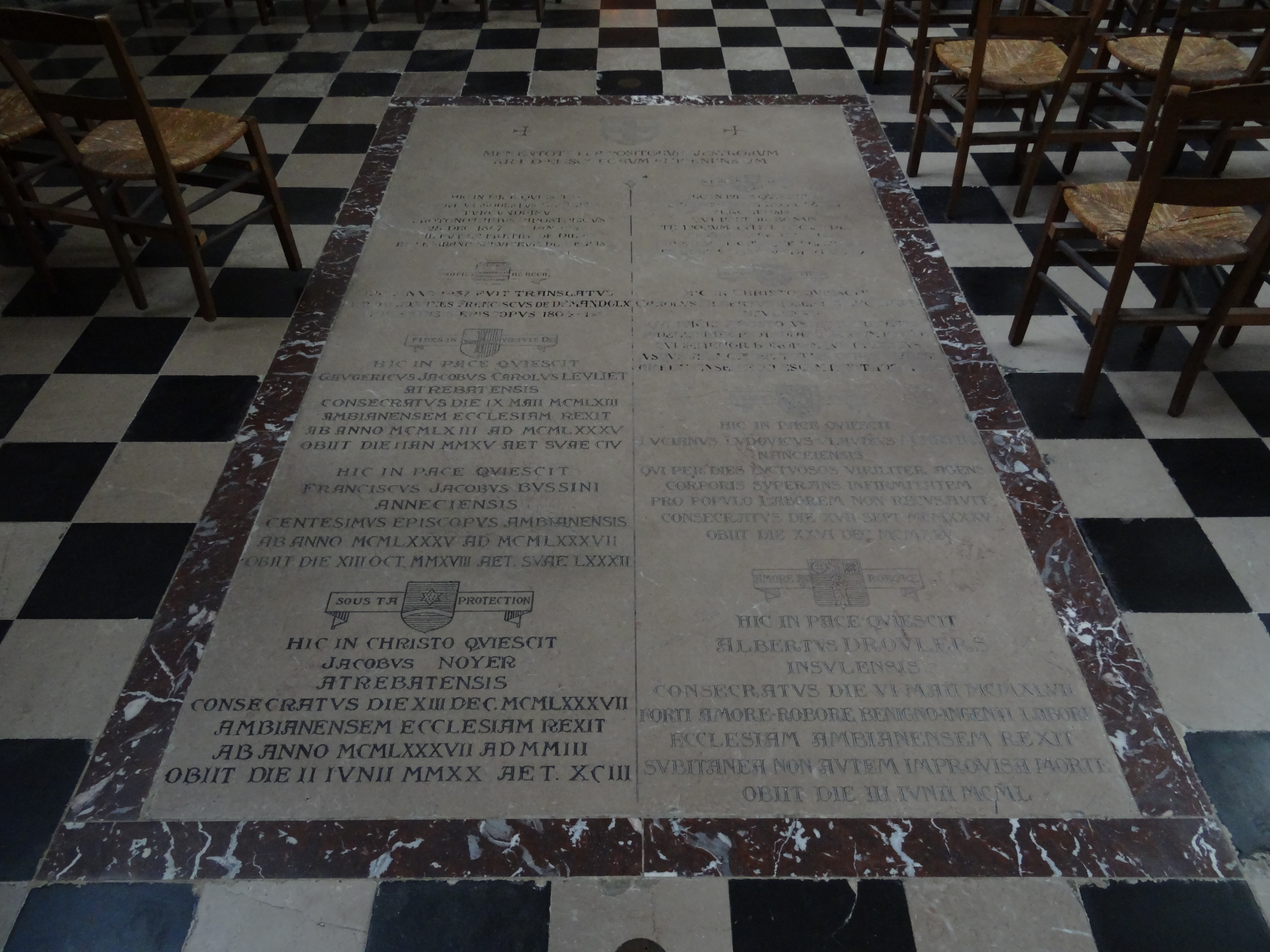
Vue de la dalle qui recouvre le caveau des évêques d'Amiens dans la chapelle Notre-Dame-de-Pitié de la cathédrale d'Amiens (Somme).

À sa mort, le 26 décembre 1945, il est inhumé dans le caveau des évêques de la cathédrale Notre-Dame d'Amiens.

## Distinctions
- Chevalier de la Légion d'honneur (31 janvier 1919)[2]
- Croix de guerre 1914–1918